# 피클볼

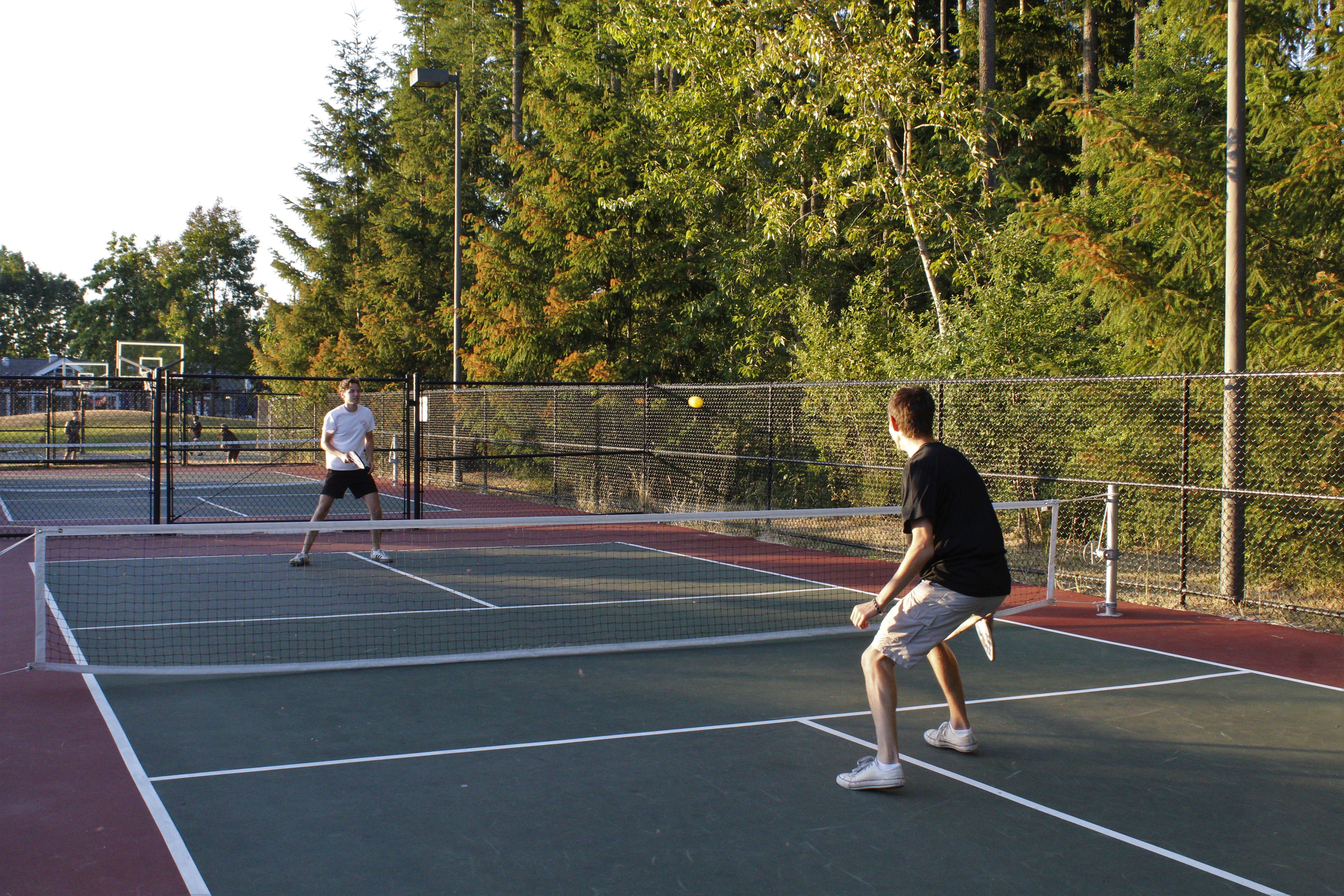

피클볼(pickleball)은 2명의 선수(싱글) 또는 4명의 선수(복식)가 표면이 매끄러운 패들을 사용하여 34인치(0.86m) 높이의 네트 너머로 구멍이 뚫린 속이 빈 플라스틱 공을 한쪽이 완전히 쳐질 때까지, 또 공을 되돌릴 수 없거나 규칙을 위반하기 전까지 치는 라켓 또는 패들 스포츠이다. 피클볼은 실내와 실외에서 진행된다. 이 게임은 1965년 미국 워싱턴주 베인브리지 섬에서 어린이 뒷마당 게임으로 발명되었다. 2022년에는 피클볼이 워싱턴주의 공식 스포츠로 지정되었다.
스포츠의 측면은 테니스 및 탁구와 유사하지만 피클볼에는 특정 규칙, 패들 및 코트 크기가 있다. 코트 길이는 44피트(13.4m), 너비는 20피트(6.1m)이며, 패들은 탁구에서 사용하는 패들보다 크다. 피클볼에 사용되는 단단한 플라스틱 공은 테니스공보다 바운스가 적다. 네트의 각 측면에는 논발리 구역(또는 주방)으로 알려진 7피트(2.1m) 영역이 있다. 그 안에 서있는 선수는 공이 튕겨 나올 때까지 공을 칠 수 없다. 규칙은 서버 측만 점수를 얻을 수 있는 사이드 아웃 점수를 지정한다. 모든 서브를 이루는 제한된 바운스, 논발리존, 언더핸드 스트로크, 하드드라이브샷, 오버헤드 스매시샷이 어우러져 경기에 역동적인 속도감을 선사한다.
피클볼은 1965년 도입된 이후 미국 태평양 북서부 지역에서 인기 스포츠가 되었고 다른 곳에서도 점차 인기가 높아졌다. 2023년까지 미국 내 플레이어 수는 890만 명이 넘을 것으로 추산된다. 2021년, 2022년, 2023년 3년 연속으로 스포츠 및 피트니스 산업 협회(Sports and Fitness Industry Association)는 스포츠를 미국에서 가장 빠르게 성장하는 스포츠로 선정했다. 스포츠의 인기가 높아지는 것은 짧은 학습 곡선, 광범위한 연령대와 체력 수준에 대한 매력, 낮은 시작 비용 때문이다.
2019년 미국에서는 2개의 프로 투어가 설립되었고 그 직후 2개의 프로 리그가 설립되었다. 피클볼은 또한 이미 오스트레일리아에서 운영되고 있는 프로 리그와 2025/26 시즌을 위해 인도에서 개발 중인 또 다른 프로 리그를 통해 미국 이외의 지역에서도 인기가 높아지고 있다.